# Gornja Lisina
Gornja Lisina (cirill betűkkel Горња Лисина, bolgárul Горна Лисина) falu Szerbiában, a Pcsinyai körzetben, a Bosilegradi községben.

## Népesség
- 1948-ban 1 248 lakosa volt.
- 1953-ban 1 336 lakosa volt.
- 1961-ben 1 334 lakosa volt.
- 1971-ben 1 211 lakosa volt.
- 1981-ben 896 lakosa volt.
- 1991-ben 605 lakosa volt
- 2002-ben 474 lakosa volt,[1] akik közül 202 bolgár (42,61%), 175 szerb (36,91%), 9 jugoszláv, 1 macedón.[2]